# Лејла Њемчевић
Лејла Њемчевић, рођена Тановић (Удине, 19. јун 1994), босанскохерцеговачка је бициклисткиња рођена у Италији, која се такмичи у брдском и друмском бициклизма, као и у дисциплини крос кантри.
Она је прва бициклиста из Босне и Херцеговине која је потписала уговор за професионални бициклистички тим. Бициклизмом је почека да се бави са 15. година у клубу брдског бициклизма Плус. Била је девет пута национални шампион у четири дисциплине, а четири пута национални лигашки шампион. Шампионка Балкана била је 2016. и 2017. године, а у том тамкичењу узела је и две сребрне медаље. Шампионка је Босне и Херцеговине и и у крос бициклизму, а прву награду освојила је и националног шампиона 2014. године.

## Каријера
Лејла је одрасла у Сараеву, а још као мала показивала је занимање за спорт и бициклизам. Након интезивне потражње клуба у којем би могла да тренира планински бициклизам, почела је да тренира са Амаром Немчевићем, једним од најбољих бициклиста и кондиционих тренера Босне и Херцеговине. Након неколико година вожње у националним тркама, Лејла је почела да се професионално бави бициклизмом започевши своју међународну каријеру 2013. године. Успосавила је професионални контакт са турксим бициклистичким тимом Салкано Цападохиа, 2014. године. Освојила је три медаље на Балканском шампионату, а 2014. године друго место на бициклистичком такмичењу у Македонији и друго место у Грчком шампионату, 2015. године. Први златну медаљу освојила је 2016. године у елитној категорији за Босну и Херцеговину на балканском шампионату у Црној Гори Након те победе, постала је најуспешнији бициклисткиња планинског бициклизма у историји Босне и Херцеговине. Након сезоне 2015. и 2016. године, када се такмичила за турски клуб Салкано, потписала је за тим СМФ из Грчке, у сезони 2016. године.
У сеозни 2017. године одбранила је титулу балканске шампионке у Нафпактосу, у Грчкој, освојивши тако други пут балкански шампионат у елитној категорији такмичења.

## Резултати
| Year | Result   | Event                               |
| ---- | -------- | ----------------------------------- |
| 2011 |          | Интернационална трка Валтер         |
| 2012 |          | Интернационална трка за куп Вогошће |
| 2012 |          | Мостар Шкода лига                   |
| 2012 |          | Тузла Шкода лига                    |
| 2012 |          | Бања Лука Шкода лига                |
| 2012 |          | Шкода премијер лига                 |
| 2013 |          | Мостар премијер лига                |
| 2013 |          | Сарајево премијер лига              |
| 2013 |          | Бања Лука премијер лига             |
| 2013 |          | Бихаћ премијер лига                 |
| 2013 |          | Национална премијер лига            |
| 2014 |          | Национални шампионат у маратону     |
| 2014 |          | Национални крос шампионат           |
| 2014 |          | Национални шампионат Time Trail     |
| 2014 |          | Национални шампионат Road Racing    |
| 2014 |          | Премијер лига Ливно                 |
| 2014 |          | Паноника куп Тузла                  |
| 2014 |          | Витез премијер лига                 |
| 2014 |          | Сарајево премијер лига              |
| 2014 |          | Живинце премијер лига               |
| 2014 |          | Национална премијер лига            |
| 2014 |          | Балкански шампионат у Македонији    |
| 2014 | 5. место | Valis Aurea, Пожега                 |
| 2014 | 4. место | Балкан бицикл фестивал, Македонија  |
| 2015 | 7. место | Салкано куп, Нови Сад               |
| 2015 | 4. место | Водице куп, Хрватска                |
| 2015 |          | Халкидики стејџ, Грчка              |
| 2015 |          | Бакански шампионат Његуш, Грчка     |
| 2015 |          | Арнавуткој куп, Турска              |
| 2016 |          | Атина МТБ куп, Грчка                |
| 2016 |          | Ламија МТБ трка, Грчка              |
| 2016 |          | Фелсотакани МТБ 2, Мађарска         |
| 2016 |          | Самобор МТБ куп, Хрватска           |
| 2016 |          | Балкански шампионат МТБ, Црна Гора  |
| 2017 |          | Балкански шамптионат МТБ, Грчка     |
| 2017 |          | Водице МТБ куп, Хрватска            |
| 2017 |          | ХЦМ Брач, Хрватска                  |
| 2017 |          | ХЦО Грозњан МТБ, Хрватска           |
| 2017 |          | Јалова МТБ куп, Турска              |
| 2017 |          | Балкански шамоионат МТБ куп, Грчка  |
| 2017 | 4. место | Арнавуткој-Истанмбул трка, Турска   |